# Johannes Baptist de La Salle
Johannes Baptist de La Salle (* 30. April 1651 in Reims; † 7. April 1719 in Rouen) war ein französischer Priester, Pädagoge und Ordensgründer. Er wird in der katholischen Kirche als Heiliger verehrt.

## Leben

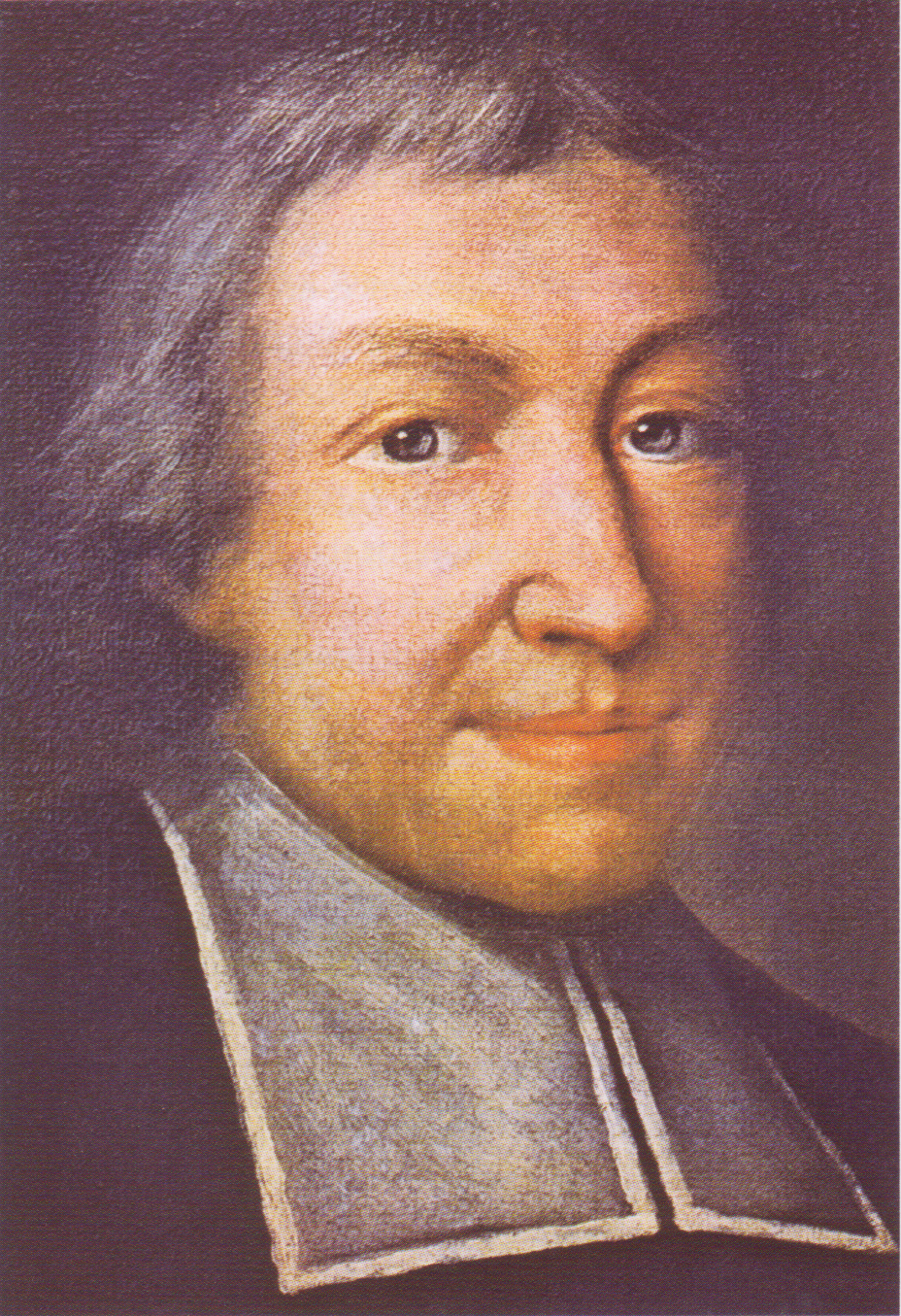
Gemälde von Pierre Léger aus dem Jahr 1734

Johannes Baptist de La Salle stammte aus einer adeligen Juristenfamilie und war der älteste Sohn von Louis de la Salle und Nicolle de Moet de Brouillet. Nach dem Wunsch seines Vaters sollte er ebenfalls Jurist werden, doch Jean entschied sich für einen geistlichen Beruf. Am 7. Januar 1667 wurde er Domherr in Reims, studierte ab 1670 Theologie im Priesterseminar von Saint Sulpice in Paris und wurde am 21. März 1676 in der erzbischöflichen Hauskapelle in Reims von Bischof François de Batailler von Bethlehem zum Diakon geweiht. Nach Erhalt des Lizentiats n Theologie an der Universität Reims am 26. Januar 1678 wurde er am 9. April 1678 in der erzbischöflichen Hauskapelle von Erzbischof Charles Maurice Le Tellier zum Priester geweiht. 1680 wurde er zum Doktor der Theologie promoviert.
1679 gründete er für die Armen eine kostenlose Schule und nahm 1681 einige Armenschullehrer in seinem Haus auf. Er gab 1683 seine Stelle als Domherr auf und gründete am 25. Mai 1684 die Kongregation der Brüder der christlichen Schulen (Schulbrüder). In der Folge schuf er Realschulen, Sonntagsschulen, Erziehungsanstalten für verwahrloste Jugendliche sowie Lehrerseminare. 1688 eröffnete er die ersten Schulen in Paris. Neu war, dass der Unterricht nicht einzeln, sondern im Rahmen einer Klasse erteilt wurde. Unterrichtssprache war nicht Latein, sondern Französisch. Diese Neuerungen führten zu einer Änderung des gesamten französischen Unterrichtswesens.
Für die Schulbrüder richtete er 1692 in Vaugirard das erste Noviziat ein und stellte bis 1698 die Ordensregel zusammen.

## Verehrung
Johannes Baptist de La Salle wurde 1888 selig- und am 24. Mai 1900 heiliggesprochen. Sein Gedenktag in der Liturgie ist der 7. April. Seit 1937 ist er in Rom bestattet. Am 15. Mai 1950 erklärte ihn Papst Pius XII. zum Schutzpatron der Lehrer. Er wird auch als Patron der Schulbücher und des christlichen Unterrichts verehrt. Die Universität De La Salle in Manila und der Asteroid (3002) Delasalle sind nach ihm benannt.
Ihm ist die Titelkirche San Giovanni Battista de La Salle al Torrino in Rom unterstellt.

## Werke
- Les Règles et Constitutions

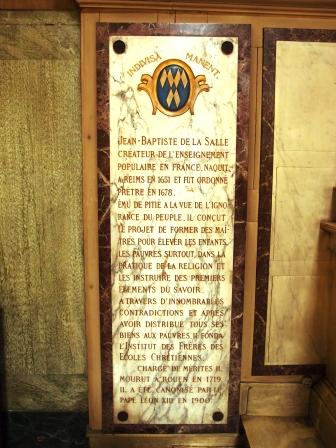
Erinnerungstafel für Jean Baptiste de La Salle in der Église Saint-Sulpice in Paris, Frankreich

- Méditations pour le dimanches et fêtes
- Méditations pour le temps de la retraite
- L’Explication de la méthode d’oraison
- Recueil de petits traités à l’usage des Frères
- Conduite des écoles chrétiennes (Digitalisat)
- Les règles de la bienséance et de la civilité chrestienne [...] à l’usage des écoles chrestiennes. Troys 1703. Engl. Übers. The Rules of Christian Decorum and Civility [...] for Use in Christian Schools. Ed. by Gregory Wright. 1990. ISBN 0-944808-04-2